# U-423 (tàu ngầm Đức)
U-423  là một tàu ngầm tấn công  Lớp Type VII thuộc phân lớp Type VIIC được Hải quân Đức Quốc Xã chế tạo trong Chiến tranh Thế giới thứ hai. Nhập biên chế năm 1943, nó chỉ thực hiện được một chuyến tuần tra duy nhất và không đánh chìm được mục tiêu nào trước khi bị một thủy phi cơ PBY Catalina của Không quân Hoàng gia Anh (với đội bay là người Na Uy) đánh chìm về phía Đông Bắc quần đảo Faroe vào ngày 17 tháng 6, 1944.

## Thiết kế và chế tạo

### Thiết kế

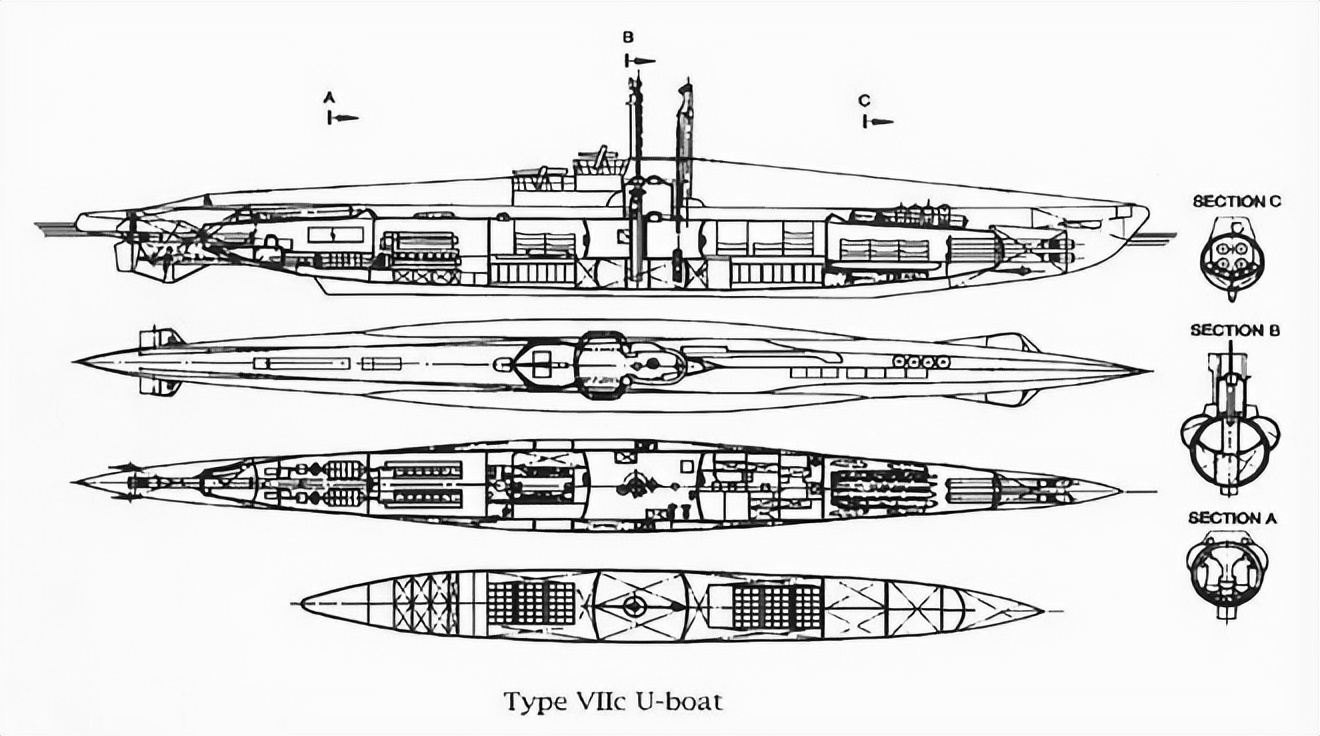
Sơ đồ các mặt cắt một tàu ngầm Type VIIC

Phân lớp VIIC của Tàu ngầm Type VII là một phiên bản VIIB được kéo dài thêm. Chúng có trọng lượng choán nước 769 t (757 tấn Anh) khi nổi và 871 t (857 tấn Anh) khi lặn). Con tàu có chiều dài chung 67,10 m (220 ft 2 in), lớp vỏ trong chịu áp lực dài 50,50 m (165 ft 8 in), mạn tàu rộng 6,20 m (20 ft 4 in), chiều cao 9,60 m (31 ft 6 in) và mớn nước 4,74 m (15 ft 7 in).
Chúng trang bị hai động cơ diesel Germaniawerft F46 siêu tăng áp 6-xy lanh 4 thì, tổng công suất 2.800–3.200 PS (2.100–2.400 kW; 2.800–3.200 bhp), dẫn động hai trục chân vịt đường kính 1,23 m (4,0 ft), cho phép đạt tốc độ tối đa 17,7 kn (32,8 km/h), và tầm hoạt động tối đa 8.500 nmi (15.700 km) khi đi tốc độ đường trường 10 kn (19 km/h). Khi đi ngầm dưới nước, chúng sử dụng hai động cơ/máy phát điện Garbe, Lahmeyer & Co. RP 137/c  tổng công suất 750 PS (550 kW; 740 shp). Tốc độ tối đa khi lặn là 7,6 kn (14,1 km/h), và tầm hoạt động 80 nmi (150 km) ở tốc độ 4 kn (7,4 km/h). Con tàu có khả năng lặn sâu đến 230 m (750 ft).
Vũ khí trang bị có năm ống phóng ngư lôi 53,3 cm (21 in), bao gồm bốn ống trước mũi và một ống phía đuôi, và mang theo tổng cộng 14 quả ngư lôi, hoặc tối đa 22 quả thủy lôi TMA, hoặc 33 quả TMB. Tàu ngầm Type VIIC bố trí một hải pháo 8,8 cm SK C/35 cùng một pháo phòng không 2 cm (0,79 in) trên boong tàu. Thủy thủ đoàn bao gồm 4 sĩ quan và 40-56 thủy thủ.

### Chế tạo
U-423 được đặt hàng vào ngày 10 tháng 4, 1941, và được đặt lườn tại xưởng tàu Danziger Werft ở Danzig (nay là Gdańsk thuộc Ba Lan) vào ngày 16 tháng 3, 1942. Nó được hạ thủy vào ngày 7 tháng 11, 1942, và nhập biên chế cùng Hải quân Đức Quốc Xã vào ngày 3 tháng 3, 1943 dưới quyền chỉ huy của Hạm trưởng, Trung úy Hải quân Joachim Methner.

## Lịch sử hoạt động
Sau khi hoàn tất việc huấn luyện trong thành phần Chi hạm đội U-boat 8, U-423 tiếp tục phục vụ trên tuyến đầu trong thành phần đơn vị này. Nó xuất phát từ cảng Kiel, Đức vào ngày 9 tháng 6, 1944 cho chuyến tuần tra duy nhất trong chiến tranh, và đã tiến ra Bắc Hải rồi tìm cách băng qua khe GI-UK giữa quần đảo Faroe và Iceland để vòng qua quần đảo Anh. Vào ngày 17 tháng 6, ở vị trí về phía Tây Bắc quần đảo Faroe, chiếc U-boat  bị một thủy phi cơ PBY Catalina thuộc Liên đội 333 Không quân Hoàng gia Anh (với đội bay là người Na Uy) thả mìn sâu đánh chìm tại tọa độ 63°06′B 02°05′Đ / 63,1°B 2,083°Đ. Toàn bộ 53 thành viên thủy thủ đoàn của U-423 đều đã tử trận.